# Paolo Bartolozzi
Paolo Bartolozzi (n. 12 septembrie 1957, Rufina, Toscana, Italia – d. 4 februarie 2021, Florența, Italia) a fost un om politic italian, membru al Parlamentului European în perioada 1999-2004 din partea Italiei. 